# باشگاه فوتبال فیلیپین آرمی
باشگاه فوتبال فیلیپین آرمی یک بخش فوتبال از ارتش فیلیپین است. این باشگاه در سال ۱۹۶۰ با تلاش واحد خدمات ویژه که ورزش و آمادگی جسمانی را در ارتش ترویج می‌دهد، تأسیس شد. این باشگاه آخرین بار در لیگ فوتبال فیلیپین، لیگ برتر فوتبال در فیلیپین، بازی می‌کرد.